# Żebry-Wiatraki
Żebry-Wiatraki – wieś w Polsce położona w województwie mazowieckim, w powiecie pułtuskim, w gminie Gzy. Ma status sołectwa.

## Historia
W XVIII wieku Żebry należały do rodziny Ostaszewskich herbu Ostoja. Żyjący w I połowie XVIII wieku Mateusz Ostaszewski, syn Marcina i Zofii z Żebrowskich, podpisek ziemski i grodzki zakroczymski, podzielił w 1757 roku należące do niego dobra ziemskie między czterech synów z małżeństwa z nieżyjącą już wtedy Anną Falęcką: Wojciecha, Jakuba, Maurycego-Mateusza i Józefa. Wojciech dostał Kęsy i części w Zalesiu i Lenkach. Jakub, komornik ziemski zakroczymski, otrzymał Żebry-Wiatraki. Maurycemu-Mateuszowi dostały się Żebry-Falbogi. Ostatni z synów, Józef, burgrabia zakroczymski, przejął na własność dobra ziemskie Żebry-Tarały.
W latach 1975–1998 miejscowość administracyjnie należała do województwa ciechanowskiego.

## Związani z miejscowością
- Beda Ostaszewski (1764-1834) - przeor klasztoru benedyktynów w Pułtusku